# Euphorbia mainty
Euphorbia mainty är en törelväxtart som först beskrevs av Henri Louis Poisson, och fick sitt nu gällande namn av Marcel Denis och Jacques Désiré Leandri. Euphorbia mainty ingår i släktet törlar, och familjen törelväxter. IUCN kategoriserar arten globalt som livskraftig. Inga underarter finns listade i Catalogue of Life.